# Ptscholino (Kaliningrad)
Ptscholino (russisch Пчёлино, deutsch Talskeim) ist ein Ort in der russischen Oblast Kaliningrad. Er gehört zur kommunalen Selbstverwaltungseinheit Stadtkreis Prawdinsk im Rajon Prawdinsk. Der Ort befindet sich offenbar allerdings nicht mehr an der ehemaligen deutschen Ortsstelle Talskeim, sondern an der etwa zwei Kilometer westlich gelegenen Ortsstelle Wolmen Ost (Klein Sporwitten), die russisch zunächst mit Wostotschnoje bezeichnet worden war. Der ehemalige Ort Talskeim ist verlassen.

## Geographische Lage
Ptscholino liegt zehn Kilometer südwestlich der Rajonshauptstadt Prawdinsk (Friedland) und ist über eine Nebenstraße zu erreichen, die bei Poddubnoje (Groß Sporwitten) von der Straße von Prawdinsk nach Schirokoje (Schönbruch) – frühere deutsche Reichsstraße 142 –  abzweigt. Bis zur russisch-polnischen Staatsgrenze sind es lediglich zwei Kilometer.
Bis 1945 bestand über die Bahnstation Schönbruch (russisch: Schirokoje) Anschluss an die Bahnstrecke von Wehlau (russisch: Snamensk) über Bartenstein (heute polnisch: Bartoszyce) nach Heilsberg (polnisch: Lidzbark Warmiński), die aber nicht mehr in Betrieb ist.

## Geschichte
Der einst Talskeim genannte Ort war bis ein Vorwerk von Groß Sporwitten (Poddubnoje) und mit der „Muttergemeinde“ in seiner Geschichte aufs engste verbunden. Bis 1935 gehörte er zum Amtsbezirk Groß Sporwitten, danach bis 1945 zum Amtsbezirk Deutsch Wilten (Jermakowo) im Kreis Friedland, ab 1927 Landkreis Bartenstein (Ostpr.) im Regierungsbezirk Königsberg der preußischen Provinz Ostpreußen.
1945 kam Talskeim mit dem nördlichen Ostpreußen zur Sowjetunion und erhielt 1950 die Bezeichnung „Ptscholino“. Gleichzeitig wurde der Ort in den Dorfsowjet bzw. Dorfbezirk Domnowski selski Sowet (okrug) im Rajon Prawdinsk eingegliedert. Von 2004 bis 2015 gehörte Ptscholino zur Landgemeinde Domnowskoje selskoje posselenije und seither zum Stadtkreis Prawdinsk.

## Kirche
Die überwiegende Mehrheit der Einwohner Talskeims vor 1945 war evangelisch. Der Ort war in das Kirchspiel Deutsch Wilten (heute russisch: Jermakowo) eingepfarrt, das zum Kirchenkreis Friedland (russisch: Prawdinsk), ab 1927 zum Kirchenkreis Bartenstein (heute polnisch: Bartoszyce) innerhalb der Kirchenprovinz Ostpreußen der Kirche der Altpreußischen Union.
Heute besteht ein kirchlicher Bezug von Ptscholino nach Domnowo, wo sich in den 1990er Jahren eine neue evangelische Gemeinde gebildet hat. Sie ist eine Filialgemeinde der Auferstehungskirche in Kaliningrad und gehört zur Propstei Kaliningrad in der Evangelisch-Lutherischen Kirche Europäisches Russland (ELKER).

## Persönlichkeiten
- Werner Marienfeld (1908–1989), deutscher evangelischer Pfarrer